# Enrique Bátiz
Enrique Bátiz Campbell (Ciudad de México , 4 de mayo de 1942 - 30 de marzo de 2025), conocido en el medio artístico como Enrique Bátiz, fue un director de orquesta mexicano. Fue un niño prodigio musical, y a la edad de cinco años dio su primera presentación pública de piano.

## Biografía
Trabajó como director en la Orquesta Filarmónica de la Ciudad de México, y por muchos años dirigió la Orquesta Sinfónica del Estado de México, la cual fundó en 1971 y de la que anunció en febrero del 2018 que se retiraría, debido a circunstancias de salud. Ha actuado como director huésped de la Royal Philharmonic Orchestra.
Ha grabado obras como la Obertura 1812, Ernani, Carmen, Rigoletto, El Mesías, Los planetas, Pagliacci, La Traviata, El lago de los cisnes, Madame Butterfly, las nueve sinfonías de Beethoven, las seis de Chaikovski y la obra orquestal de Joaquín Rodrigo, así como el repertorio sinfónico mexicano más representativo. Su discografía incluye más de 100 grabaciones orquestales.
También ha sido conductor de programas de televisión acerca de la música, como la serie sobre la obra de Arthur Rubinstein, pianista polaco.

## Reconocimientos
- El auditorio municipal de Cuautitlán Izcalli, estado de México, lleva el nombre de Enrique Bátiz, como un homenaje a su labor como difusor de la cultura musical.[cita requerida]

- La Casa de Cultura Enrique Bátiz Campbell en Metepec lleva su nombre, como un reconocimiento a la entrega de música clásica; En la actualidad en esta Casa de Cultura se imparten talleres artísticos y culturales para niñas, niños, adolescentes y adultos.